# 트로케너 슈테크
트로케너 슈테크(Trockener Steg)는 스위스 발레주의 체르마트 남쪽에 있는 마터호른과 브라이트호른 사이의 작은 지역이다. 이곳은 해발 2,939미터 높이에 있으며 상부 테오둘 빙하 전면 근처에 있다.
테오둘 빙하의 빙하혀는 트로케너 슈테크 산악 역에서 약 1km 떨어져 있다. 트로케너 슈테는 남쪽에 있는 고르너 빙하에서 북쪽으로 1000m 이상 떨어져 있다. 그곳의 경사는 꽤 가파르다. 동쪽에서 고원은 수평으로 2km 펼치진 이후에 마침내 3300m 높이에 도달할 때까지 약간씩 올라간다. 그 후 클라인 마터호른이 피라미드처럼 해발 3,885m  높이로 갑자기 솟아올라 있다. 이 지역의 절벽은 대부분 얼어 있고, 매우 가파르다. 남쪽에서 테오둘 빙하는 이탈리아와 스위스 국경이 위치한 해발 3,400m 로사 고원에서 지형이 다시 낮아질 때까지 약간 상승한다.
케이블카 정류장은 정상에 있으며, 클라인 마터호른에 접근할 수 있다.